# Sozialer Wohnungsbau in New York City
Der soziale Wohnungsbau in New York City umfasst die staatliche Einflussnahme auf die Bereitstellung von Wohnraum für niedrige und mittlere Einkommensschichten in New York City. Dies schließt die Bereitstellung von öffentlichem Wohnraum, die Subventionierung von Wohnraum, die finanzielle Unterstützung von Mietern sowie rechtliche Maßnahmen zur Begrenzung von Mieten ein.

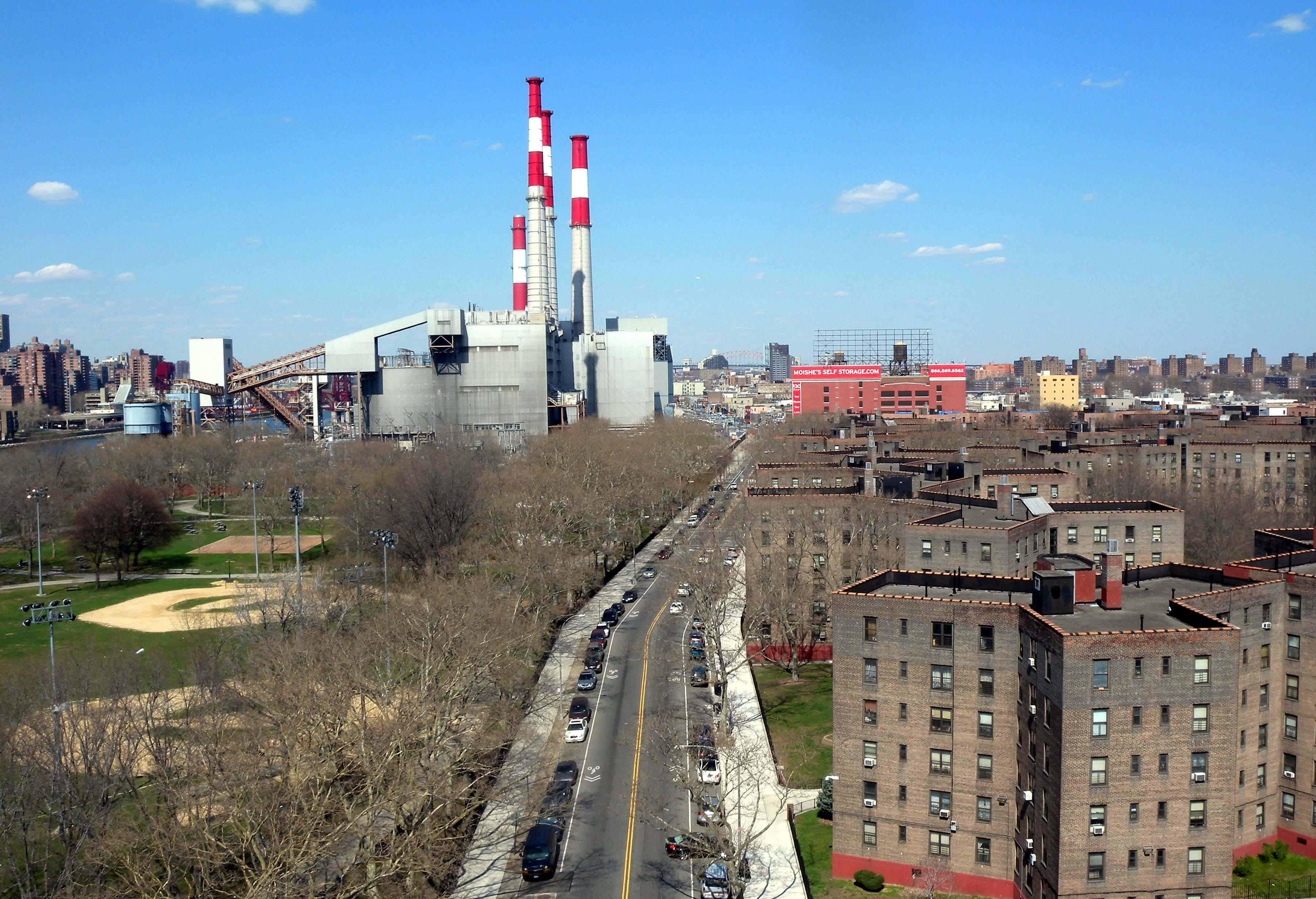
Die Queensbridge Houses (rechts im Vordergrund) sind die größte städtische Wohnsiedlung in New York und werden von der NYCHA verwaltet

## Wohnen in New York City
Laut einer Erhebung des Forbes Magazine war New York 2008 in Bezug auf Immobilien die sechstteuerste Stadt der Welt und die teuerste Stadt in Nordamerika. Dies erklärt, warum der Anteil von Wohneigentum an New York Citys etwa 3,3 Millionen Wohnungen mit 33,6 Prozent nur etwa halb so hoch ist wie in den gesamten Vereinigten Staaten und warum der Staat – im Vergleich mit vielen anderen amerikanischen Städten – eine wichtige Rolle im Wohnungswesen spielt. Für über die Hälfte (52,2 Prozent) aller Mietwohnungen bestand 2005 eine Deckelung der Mietkosten, und 14,8 % aller Mietwohnungen wurden vom Staat durch verschiedene Programme subventioniert. Die Stadt New York City selbst ist durch die Städtische Wohnungsbaugesellschaft (New York City Housing Authority – NYCHA) größter Wohnungseigentümer der Stadt – im Jahr 2008 betrieb NYCHA 177.976 Wohnungen, in denen fast 5 Prozent aller New Yorker lebten.
Die Mietbelastung jedes New Yorkers lag 2007 bei durchschnittlich knapp 30 Prozent des Bruttoeinkommens.

## Geschichte

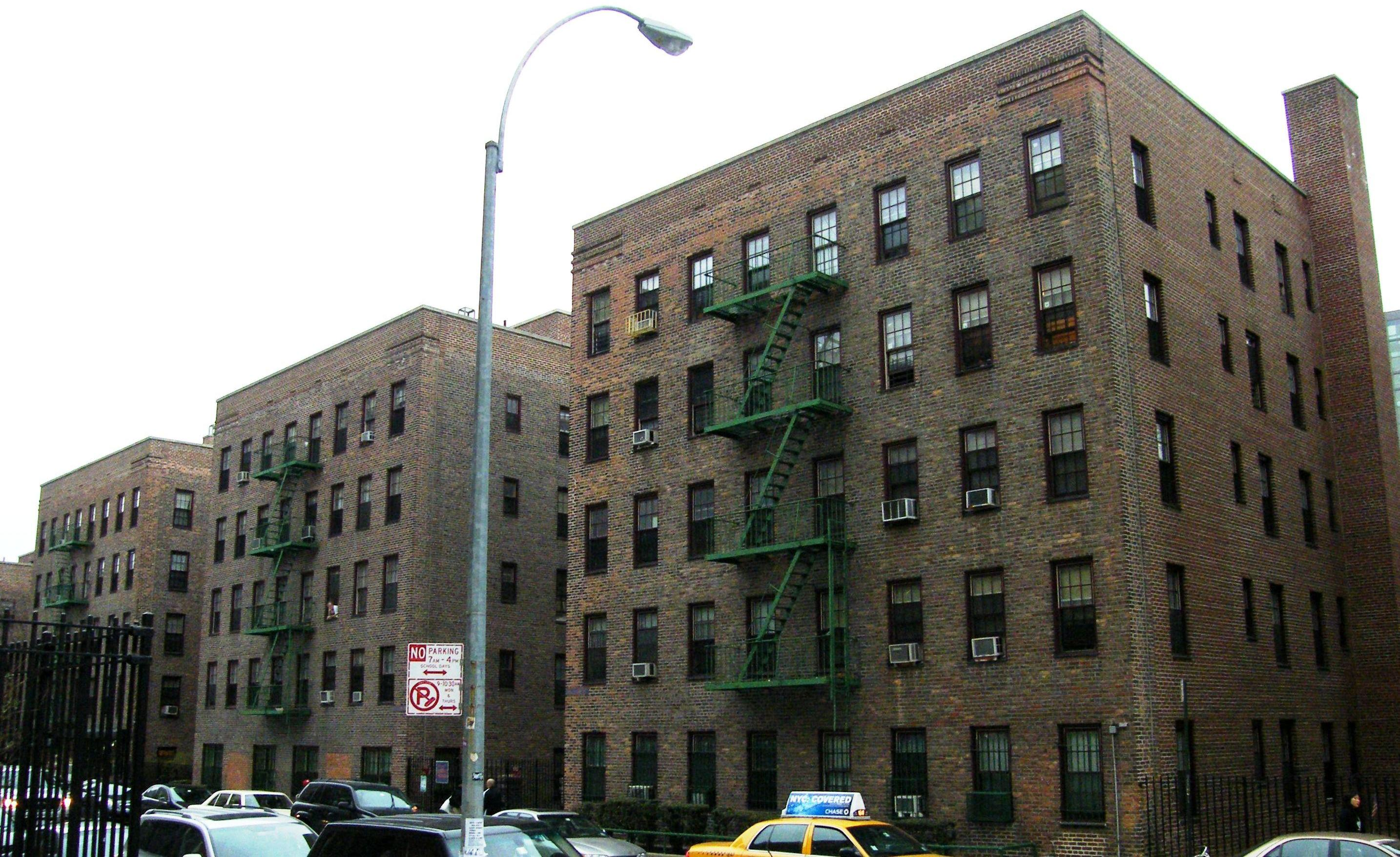
Das erste öffentliche Wohnungsprojekt in New York City, First Houses

Die erste staatliche Regulierung für Wohnraum waren die Tenement House Acts ab 1867. Mit diesen Gesetzen wurde versucht, die katastrophalen Wohnbedingungen, besonders in Einwanderervierteln wie der Lower East Side, durch bauliche Mindeststandards zu verbessern. Allerdings stellte die Stadt selbst noch keinen subventionierten Wohnraum zur Verfügung.
Dies änderte sich erst 1934 mit der Gründung der NYCHA und der Fertigstellung der First Houses in der Lower East Side, einem der ersten öffentlichen Wohnungsbauprojekte in den Vereinigten Staaten. Die Kosten für die ersten Projekte wurden dabei von der Stadt New York getragen; Bundesmittel waren erst durch den United States Housing Act of 1937 verfügbar, und der Staat New York beteiligte sich erst ab 1941 finanziell am öffentlichen Wohnungsbau. In den gleichen Zeitraum fällt auch die Einführung der Deckelung der Mietkosten in New York City, zunächst durch die Bundesregierung am 1. November 1943.
Den Höhepunkt erreichte der öffentliche Wohnungsbau im Zeitraum von 1941 bis etwa Mitte der 1960er Jahre, in dem die meisten der NYCHA-Wohnungen fertiggestellt wurden. Die Finanzkrise der 1970er Jahre und der Rückzug des Staates aus dem Wohnungsbau – besonders ab 1973 in der Regierungszeit von Nixon – führten zum fast völligen Erliegen des öffentlichen Wohnungsbaus in New York. Viele der von der NYCHA verwalteten Gebäude verwahrlosten und wurden zu Brennpunkten von Kriminalität und Rauschgiftkonsum.

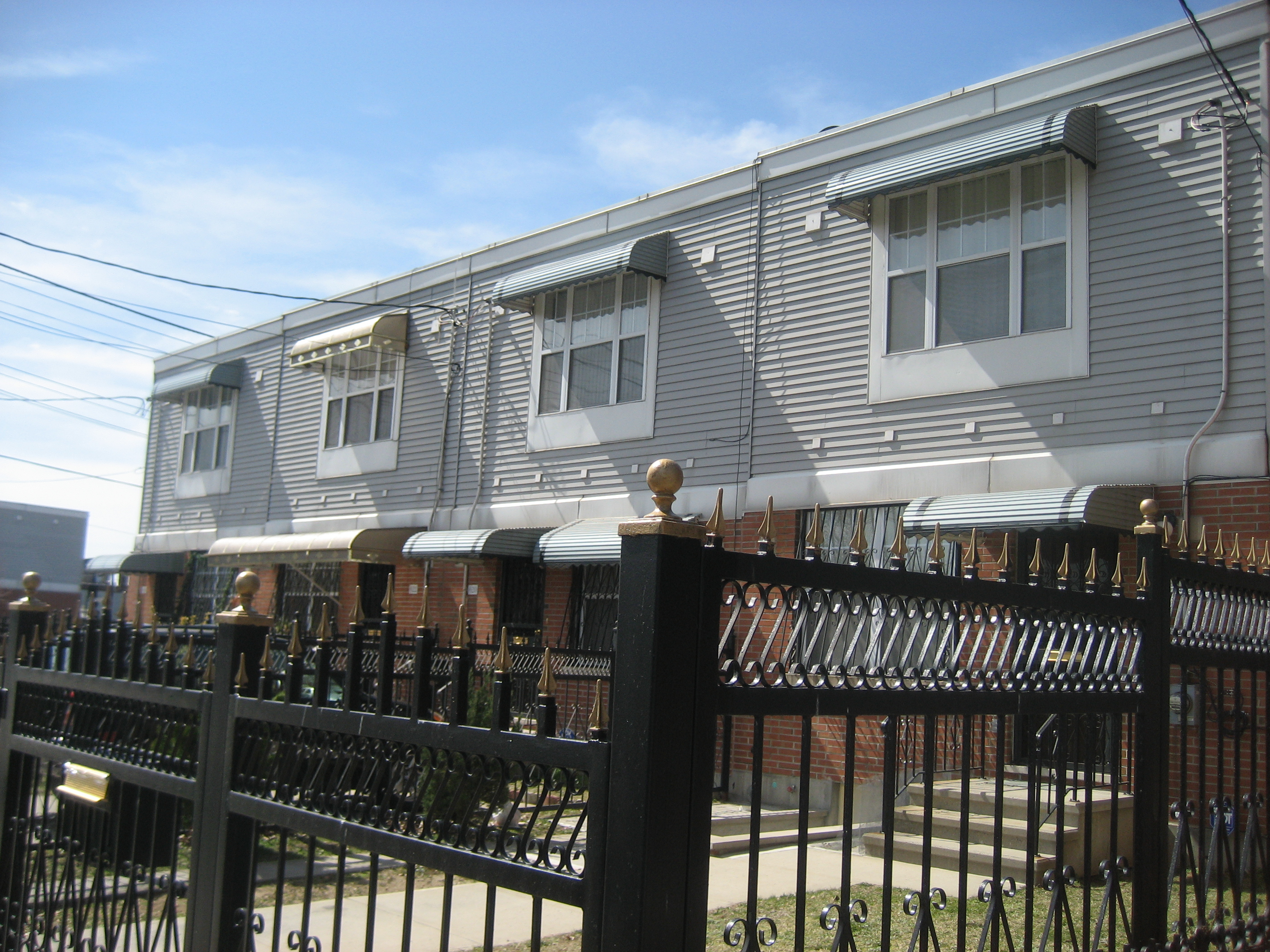
Nehemiah Homes in East New York, Brooklyn

Seit den 1980er Jahren spielen daher Initiativen von privaten Non-Profit-Organisationen eine immer wichtigere Rolle, wie zum Beispiel Nehemiah und Common Ground, die mit staatlicher Unterstützung Wohnraum für ärmere Bevölkerungsschichten zur Verfügung stellen. Ein weiteres, neueres Element der Wohnungsbauförderung sind staatliche Subventionen für den privaten Wohnungsbau wie Zuschüsse und Steuererleichterungen. Durch das sogenannte Inclusionary Zoning versucht die Stadt, die Bereitstellung von billigerem Wohnraum zu verbessern, indem Bauherren erlaubt wird, höher zu bauen, wenn sie sich verpflichten, Wohnraum für bestimmte Einkommensschichten zur Verfügung zu stellen.

## Akteure
Wie in vielen Bereichen des politischen- und Verwaltungssystems in den USA kommt es beim Sozialen Wohnungsbau in New York City zur Überschneidung von Befugnissen und Programmen der Bundesregierung, des Bundesstaates New York und der Stadt New York. Dazu kommen die Interessen und Programme von privaten Bauträgern, Non-Profit-Organisationen und Mieterverbänden.
Organe der US-Regierung
- Das U.S. Department of Housing and Urban Development (HUD) stellt vor allem finanzielle Mittel für verschiedene Programme zur Verfügung, zum Beispiel Mietzuschüsse (das sogenannte Section 8 Program)
- Die Federal Housing Administration (FHA) ist Teil von HUD und versichert private Immobilienkredite[9]

Organe des Bundesstaates New York
- Die New York State Division of Housing and Community Renewal (DHCR) ist das bundesstaatliche Pendant zu HUD und stellt Mittel für den Wohnungsbau zur Verfügung. Die Behörde ist außerdem zuständig für die Aufsicht der städtischen Sozialwohnungen und die Einhaltung der Bestimmungen zur Mietpreisfestsetzung.[10]
- Die New York City Housing Development Corporation (HDC) stellt günstige Kredite für privat bereitgestellten, billigen Wohnraum bereit. Die HDC ist finanziell autonom, operiert aber auf Grundlage eines Gesetzes des Staates New York.[11]

Organe der Stadt New York
- Die New York City Housing Authority (NYCHA) verwaltet die 177.976 städtischen Wohnungen und das Mietzuschussprogramm Section 8.
- Das New York City Department of Housing Preservation and Development (HPD) ist die größte städtische Baugesellschaft in den USA; sie ist zuständig für den Neubau und den Erhalt von Sozialwohnungen. HPD ist verantwortlich für den New Housing Marketplace Plan der Bloomberg-Administration, der vorsieht, 165.000 Sozialwohnungen neu zu bauen oder als Sozialwohnungen zu erhalten.[12]
- Das Rent Guideline Board (RGB) legt die Mietpreiserhöhungen für Wohnungen fest, die der Mietpreisbindung unterliegen.[13]

Andere Akteure
- Non-Profit-Organisationen wie Nehemiah, Common Ground oder Local Development Corporations, die mit staatlicher Unterstützung Wohnraum errichten.
- Mieterschutzorganisationen, wie z. B. der Metropolitan Council on Housing.